# Otodus obliquus
Az Otodus obliquus a porcos halak (Chondrichthyes) osztályának heringcápa-alakúak (Lamniformes) rendjébe, ezen belül a fosszilis Otodontidae családjába tartozó faj.
Nemének a típusfaja.

## Tudnivalók

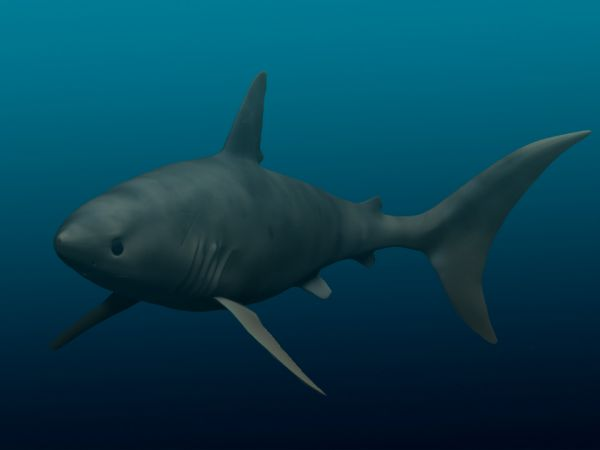
Az állat számítógépes rekonstrukciója

Az Otodus obliquus a paleocénhez tartozó selandi korszaktól, egészen az eocénhez tartozó bartoni korszakig maradt fenn, vagyis körülbelül 60-45 millió évvel ezelőtt élt. Létezésekor világszerte előfordult; maradványait megtalálták Afrikában, Ázsiában, Európában és Észak-Amerikában. A körülbelül 9,1 méteres hosszával, jóval kisebb volt mint későbbi, feltételezett leszármazottja, az óriásfogú cápa (C. megalodon). Ennek ellenére korának egyik csúcsragadozója volt - a halaktól a tengeri emlősökig sok mindent elfogyaszthatott -; talán csak a felnőtt 15-18 méteres, Basilosaurus elől kellett, hogy kitérjen.
Az állatból csak fogak és csigolyaközepek kerültek elő. A legnagyobb fog magassága 104 milliméter. A fogainak szélén, már a fűrészezettség korai jelei mutatkoznak.
Miután a középső eocén idején megjelent a Carcharocles auriculatus, a szóban forgó cápa eltűnt. Azonban a kutatók szerint, nem kihalt, hanem az Otodus aksuaticuson keresztül átalakult, azaz átfejlődött a C. auriculatusba.

## Alfajai
- Otodus obliquus ajatensis
- Otodus obliquus minor (Leriche, 1908)
- Otodus obliquus mugodzharicus
- Otodus obliquus obliquus
- Otodus obliquus corbaricus